# B-2 (Bosnië en Herzegovina)
De B-2 of Brza cesta 2 is een geplande expresweg in Bosnië en Herzegovina, die door de Federatie van Bosnië en Herzegovina zal lopen. De weg zal van Donji Vakuf via Bugojno, Kupres en Livno naar de Kroatische grens lopen. In Kroatië zal de weg als D39 verder lopen naar Split. Bij Donji Vakuf zal de weg aansluiten op de B-1 tussen Zenica en Bihać. Zo zal de B-2 een alternatief gaan vormen voor de nationale weg M-16.